# Manhunt (computerspel)
Manhunt is een computerspel uit 2003 waarin de speler een crimineel bestuurt. Een producent van snuff-movies laat de speler ander gespuis op de meest gruwelijke wijze ombrengen met verschillende wapens. Manhunt wordt gezien als een zeer controversieel computerspel. Het werd beschuldigd voor een soort training op de moord van Stefan Parkeerah door Warren LeBlanc in Groot-Brittannië. Hierdoor verscheen de game bij verscheidene verkopers niet meer, maar nadat de politie aantoonde dat het spel er niets mee te maken had, kwam de game terug in de schappen.
Manhunt is op de PlayStation 2 een Platinum Hit.

## Gameplay
De speler bestuurt James Earl Cash als hij het door The Director aangelegde pad van vijanden dood en verderf moet zaaien om te overleven. De speler kan door middel van drie soorten executies een vijand vermoorden: een snelle (witte) executie, vaak de snelste manier om iemand te vermoorden maar het produceert veel geluid, een gewelddadige (gele) en een gruwelijke executie (rood), waarbij James vaak op een zeer pijnlijke wijze de vijand vermoordt. De speler moet een vijand van achter vermoorden, en dit kan (natuurlijk) niet door gezien te worden. Hierdoor moet de speler James verstoppen in schaduwen, en wachten tot een vijand langsloopt om hem van achter te besluipen en te vermoorden. Ook kan James geluid maken door bijvoorbeeld op een muur te slaan of met een baksteen te gooien, waarna een vijand op het geluid afkomt. Als James zijn vijanden met geweren te lijf moet gaan, kan hij dit met de functie auto-aim. Hierbij schiet de speler van veraf op de romp en van dichtbij in het hoofd, wat behalve met de nailgun altijd fataal is. James bezit ook over een inventory dat met vier soorten wapens kan worden opgevuld: messen (groen), gooibare wapens (geel), kleine wapens (blauw) en grote wapens (rood). De speler verwisselt wapens met de inventoryknop en pakt hiermee ook andere wapens op.

## Verhaal
De speler speelt als James Earl Cash, die op miraculeuze wijze aan de doodstraf ontkomt door uit een dodencel te ontsnappen, waar hij een dodelijke injectie zou krijgen. Als hij weer bijkomt, zit hij in een vreemde kamer en wordt er tegen hem gesproken via een luidspreker en wordt hij door camera's in de gaten gehouden. De man wil video-opnames maken van hoe Cash zijn tegenstanders op gruwelijke wijze om het leven brengt. De tegenstanders zijn echter evenmin onschuldig: het zijn hunters (jagers) die als doel hebben Cash om het leven te brengen. Zo komt Cash terecht in de stad Carcer City, waar het verhaal zich afspeelt.

## Ontvangst
| Beoordeeld door                | Platform      | Datum            | Score |
| ------------------------------ | ------------- | ---------------- | ----- |
| Game Informer Magazine         | PlayStation 2 | januari 2004     | 92%   |
| Shooterplanet                  | Windows       | 29 mei 2004      | 88%   |
| GameSpot                       | PlayStation 2 | 19 november 2003 | 84%   |
| IGN                            | Windows       | 20 april 2004    | 83%   |
| Adrenaline Vault, The (AVault) | PlayStation 2 | 22 december 2003 | 80%   |
| Power Unlimited                | PlayStation 2 | december 2003    | 78%   |
| The Review Busters             | PlayStation 2 | 2004             | 75%   |
| Xbox Nation (XBN)              | Xbox          | juni 2004        | 50%   |
| Factornews                     | Windows       | 27 februari 2004 | 50%   |
| Joystick (Frans)               | Windows       | juni 2004        | 40%   |

## Trivia
- Het spel is opgenomen in het boek 1001 Video Games You Must Play Before You Die van Tony Mott.